# (39420) Elizabethgaskell
2084 T-2 (asteroide 39420) é um asteroide da cintura principal. Possui uma excentricidade de 0.07931340 e uma inclinação de 21.52172º.
Este asteroide foi descoberto no dia 29 de setembro de 1973 por Cornelis Johannes van Houten e Ingrid van Houten-Groeneveld e Tom Gehrels em Palomar.